# Laurent Dauthuille
Pour les articles homonymes, voir Dauthuille.
Laurent Dauthuille est un boxeur français né le 20 février 1924 à Viry-Noureuil et mort le 10 juillet 1971 à Rueil-Malmaison.
Après une brillante carrière dans les rangs amateurs pendant la Seconde Guerre mondiale, conclue par un titre de champion de France des poids moyens en 1944, Dauthuille s'affirme comme l'un des meilleurs boxeurs professionnels français de la catégorie. Après avoir dominé Assane Diouf, Jean Despeaux et Robert Charron, celui que l'on surnomme « Tarzan » entrevoit les combats internationaux. Ses défaites contre Robert Villemain et Cyrille Delannoit en 1948 le pousse à l'exil au Canada pour relancer sa carrière.
Dans l'ombre de Marcel Cerdan, Dauthuille est l'un des premiers boxeurs français à combattre en Amérique. Animé par un esprit de revanche, il y enchaîne les succès contre les boxeurs renommés jusqu'à devenir un prétendant à la ceinture du champion du monde des poids moyens. Il obtient sa chance pour le titre mondial le 13 septembre 1950 à l'Olympia Stadium de Détroit. Opposé à Jake LaMotta, qu'il a battu dix-huit mois auparavant, Laurent Dauthuille domine nettement le combat avant d'être mis soudainement KO à 13 secondes de la fin du combat sur la dernière rafale de coups d'un LaMotta désespéré.
Le Tarzan de Buzenval reste un boxeur de classe mondiale jusqu'à une chute dans son escalier en septembre 1951. Il perd le dynamisme et la puissance qui ont fait sa force. Ses performances dans la deuxième partie de l'année 1952 inquiètent le milieu de la boxe. Pour protéger sa santé, la Fédération française de boxe lui retire sa licence en décembre, le forçant à prendre sa retraite contre son gré. Sa reconversion dans le catch et les différents métiers auxquels il s'essaie ne lui permettent pas de retrouver le prestige de ses exploits pugilistiques. Présenté comme « l'ex-champion de boxe », Laurent Dauthuille est avili. L'alcool aggrave sa déchéance jusqu'à son décès par suicide à l'âge de 47 ans dans un relatif anonymat.

## Biographie

### Jeunesse
Laurent Dauthuille est né le 20 février 1924 à Viry-Noureuil dans l'Aisne. L'année suivant sa naissance, sa famille s'installe à Buzenval, quartier de Rueil-Malmaison. Il est le premier garçon des sept enfants de Marcel Dauthuille, fossoyeur communal à Saint-Cloud et premier clairon de la clique de Buzenval et de Maman Dauthuille, caddie au golf de Saint-Cloud. Laurent est confié au patronage paroissial chez les Cadets de Buzenval où l'abbé Legros lui apprend le clairon ainsi que les rudiments de la boxe anglaise et de la gymnastique,. Bien qu'il excelle dans plusieurs sports, comme la natation, le jeune Laurent est maladroit et endormi, ce qui lui vaut le surnom de Gros Mou. À la mort du paternel en 1943, en période de guerre, il troque ce quolibet pour Petit Père. Peu assidu scolairement, Laurent Dauthuille est plus intéressé par l'école buissonnière, obligeant sa mère à le préparer au certificat d'études primaires qu'il passe néanmoins avec brio en obtenant la mention bien. Enfant, il préfère la nature et grimper aux arbres dans le bois de Saint-Cucufa, ce qui lui vaut le surnom de « Tarzan », « Tarzan français » ou encore « Tarzan de Buzenval ». Petit Père est mis en apprentissage par sa mère et devient tourneur sur métaux pendant trois ans. À la recherche d'argent, il s'intéresse à la boxe après avoir assisté en promenoir une soirée de boxe anglaise à la salle Wagram où il trouve les boxeurs assez médiocres et apprend que les bourses sont bonnes.

### Carrière de boxeur

#### Débuts prometteurs déçus
En décembre 1941, Laurent Dauthuille commence à s'entraîner en boxe anglaise après avoir fini sa journée de travail dans la salle du Rueil Athletic Club dirigée par Andrée Barraut, encaisseur à la Banque de France. Il remporte son premier combat douze jours après avoir mis les pieds à la salle pour la première fois. Malgré ses difficultés, son manque de nourriture et ses levers à 4 h 45 pour aller travaille, Dauthuille brille sur les rings amateurs. Entre la fin 1941 et 1942, il remporte plus de cinquante combats. Champion de Paris 1944, vainqueur du Critérium des amateurs, finaliste du Challenge L'Auto, le boxeur de Rueil-Malmaison devient champion de France un an et demi après la mort de son père sous les couleurs du Ring des Cloches des Halles,. Au lendemain de ce succès obtenu face à Antoine Toniolo, il est décrit de la manière suivante dans les colonnes de L'Auto : « Dauthuille a du cran, du courage, il est puissant, résistant, dur au mal et il est doué pour se tailler une place parmi les « pros ». Sa boxe est celle d'un « battant » opérant surtout en courts crochets des deux poings ». Le Tarzan de Buzenval devient professionnel en 1944 et clôt son palmarès amateur avec 96 victoires, 2 matchs nuls pour 5 défaites,. 
Il attire les foules chaque dimanche à l'Élysée-Montmartre. Ses victoires par KO contre Eugene Marchand et aux points contre l'ancien champion de France Robert Charron accroissent sa réputation mais c'est son succès sur Assane Diouf qui lui offre le statut de vedette.

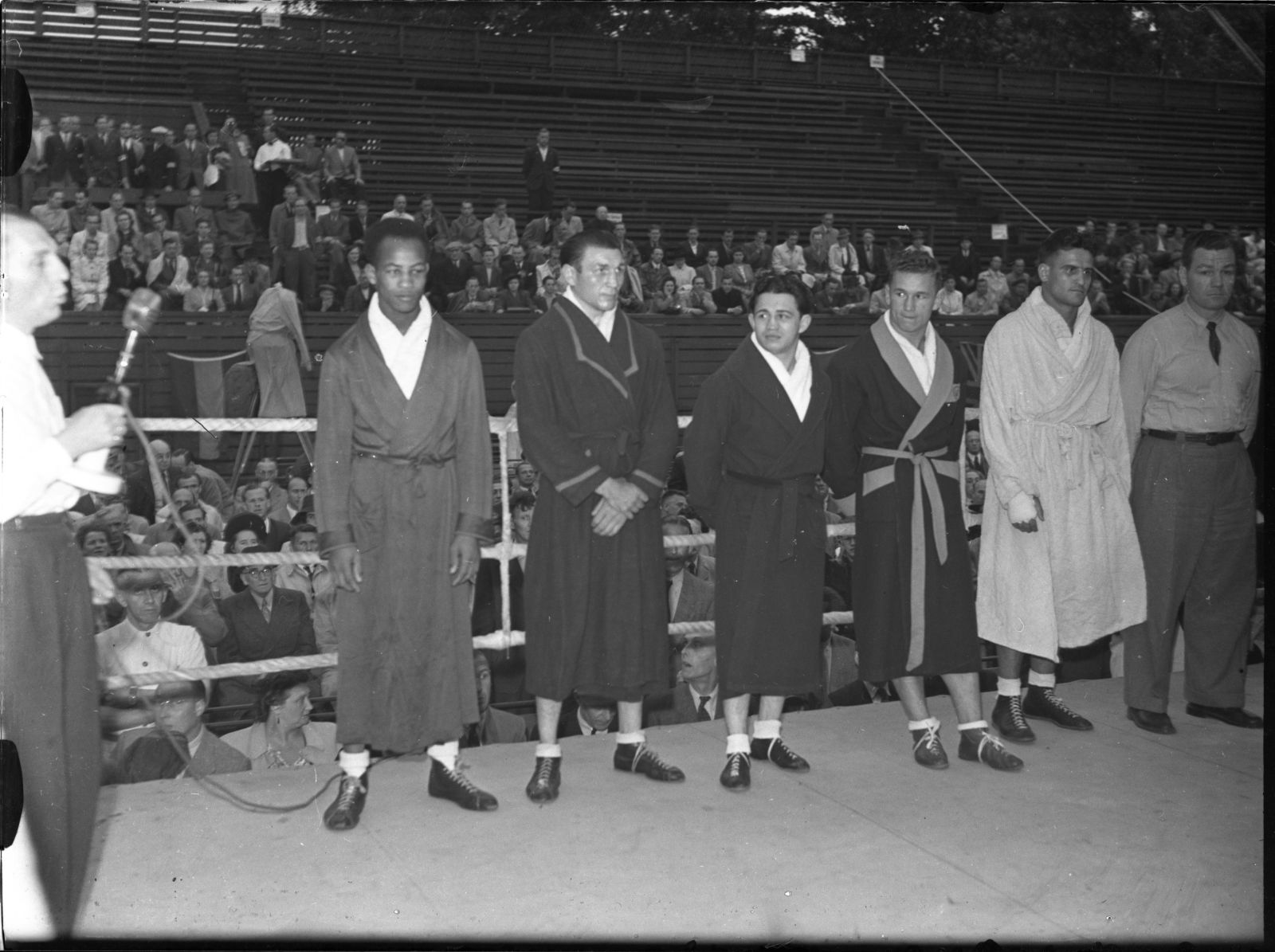
Laurent Dauthuille (troisième en partant de la droite) sur un ring à Amsterdam avant la revanche contre Luc van Dam.

Après sa défaite contre Gustave Degouven et en amont de son combat contre le champion d'Italie Widmer Milandri, son manager déclare dans la presse que « ses incartades sont terminées [...] Les mauvais camarades ont été éloignés et, de sa propre initiative, il [Dauthuille] a décidé de ne plus mettre les pieds dans un bar sans être de ma compagnie ». S'il domine Milandri, Dauthuille retrouve rapidement les plaisirs de la table et de la nuit.
Le 27 octobre 1947, Laurent Dauthuille est battu aux points par Robert Villemain au Palais des Sports de Paris, dominé par la vitesse de son adversaire dans la deuxième partie du combat. Il perd peu à peu son sentiment d'invincibilité et sa confiance, trouvant sur son chemin des boxeurs de grande valeur, comme le Belge Cyrille Delannoit contre lequel il s'incline à deux reprises au début de l'année 1948,,,. Son troisième succès contre Robert Charron n'y fait rien, la trajectoire sportive de Dauthuille est mauvaise. Le nouveau revers lors de la revanche contre Villemain en mai lui attire les critiques. Pour une partie de la presse, ces défaites sont dues aux sorties dans les bars, les dancings, les boîtes de nuit d'un boxeur grisé par ses précédents succès ; on promet à Dauthuille une fin de carrière imminente. 
En juillet 1948, Laurent Dauthuille épouse Andrée Hoffmann à La Celle-Saint-Cloud. Dès le lendemain matin, le jeune marié s'envole pour Lausanne où il effectue une exhibition à l'occasion de l'arrivée de la quinzième étape du Tour de France 1948.
L'objectif de Dauthuille est alors d'affronter le Britannique Randy Turpin, mais celui-ci, souffrant, se fait remplacer par Jean Stock au Palais des Expositions de Genève. Le Français n'arrive pas à se départager du remplaçant et concède un décevant match nul. Après la rencontre, blessé à l'arcade gauche sur un coup de tête, il doit se faire poser trois agrafes. Le combat envisagé contre Turpin n'aura jamais lieu.
Annoncé partant pour l'Amérique, Laurent Dauthuille quitte la capitale parisienne sur une défaite aux points face au champion italien Tiberio Mitri. Physiquement en difficulté en fin de combat, le Français peine à tenir debout jusqu'au coup du cloche annonçant la fin du combat.

#### Exil canadien remarquable
Pour relancer sa carrière, son manager André Barrault, qui considère par ailleurs que les juges français ne le favorisent pas, lui conseille de s'exiler au Canada. En novembre 1948, Laurent Dauthuille, son épouse et leur fille Josette s'installent dans un appartement de Montréal  pour prendre un second départ. Les semaines qui suivent cette installation donnent raison à André Barrault. La vie saine du Canada permet au boxeur parisien de trouver le souffle et le dynamisme de ses débuts. Outre-Atlantique, le Tarzan de Buzenval retrouve le plaisir de l'entraînement. Accompagné de son chien Pluto, setter irlandais, il court tous les matins à Mont-Royal.
Pour ses débuts canadiens, Laurent Dauthuille affronte un boxeur local, Pete Zaduc, qu'il bat aux points après que son adversaire ait échappé au KO sur le fil, se relevant après un compte de 9 secondes. Son temps en Amérique étant compté, il enchaîne dès le mois suivant contre le vétéran américain Ernie Forte, qui met un terme à sa carrière après avoir été mis KO à la huitième reprise par le Français,,. De retour au Forum de Montréal deux semaines plus tard, Dauthuille affronte un autre boxeur expérimenté américain, Ralph Zannelli, surnommé l'« Éventreur », contre lequel il impressionne et gagne nettement aux points. Cette performance rapproche le Français de Montréal des prestigieuses réunions de New York et lui permet de bénéficier de nombreuses propositions,.
S'espérant successeur du nouveau champion du monde des poids moyens, son compatriote Marcel Cerdan, Laurent Dauthuille continue à monter en prestige en affrontant en février 1949 à domicile, à Montréal, l'Américain Jake LaMotta, classé quatrième au rang mondial,. LaMotta ne fait pas le poids mais le clan français, confiant, n'exige ni une nouvelle pesée ni le forfait prévu pour cet incident. Avec 15 000 spectateurs dont son ami Robert Villemain qui l'assiste en bord de ring, la soirée montréalaise est historique avec une recette record de 40 000 dollars,. Laurent Dauthuille monte sur le ring avec un short noir à parements rouges puis écoute la La Marseillaise chantée par l'artiste André Dassary. En grande forme, techniquement bien préparé, Tarzan boxe intelligemment à distance et en contre dans la première partie du combat avant de s'imposer physiquement dans la seconde partie face à un LaMotta exténué,. Lors des trois derniers rounds, il suit son adversaire aux quatre coins du ring, multipliant les coups,. La proclamation de la victoire du Canadien d'adoption soulève l'ovation des spectateurs. L'affrontement lui laisse des marques, touché notamment à l'arcade, il lui faut seize points de suture au visage après le combat.
À son retour de cette première tournée américaine réussie, Laurent Dauthuille est accueilli en champion par les médias français et la Fédération française de boxe. Le boxeur se brouille avec son manager pour des motifs contractuels et financiers ; Barraut souhaite faire signer un contrat de cinq ans à son champion, ce dernier reproche à son entraîneur de n'avoir touché que 3 000 dollars nets sur toute sa tournée américaine.
En août 1949, Dauthuille enchaîne face au Canadien Johnny Greco au stade Delorimier de Montréal, enceinte de baseball transformée pour l'occasion en stade de boxe, sous le regard de 19 580 spectateurs. La recette de 76 523 dollars est un nouveau record pour une soirée de boxe au Canada. Sur un tapis rendu glissant par la pluie, Dauthuille enchaîne en maîtrise, esquive les attaques de son adversaire et le contre jusqu'à porter l'attaque décisive dans la cinquième reprise. Deux mois plus tard, soutenu par un cortège de vedettes françaises exilées en Amérique comme Luis Mariano et Rudy Hirigoyen, Laurent Dauthuille confirme sans briller face à l'Américain Sonny Horne qu'il est l'un des meilleurs boxeurs du moment,,. Face à un Américain toujours en mouvement, bon défenseur et encaisseur, Dauthuille ne peut conclure avant le terme prévu du combat, décevant ses supporteurs tout en ajoutant une victoire de prestige à son palmarès. Au lendemain de la mort tragique de Marcel Cerdan, Dauthuille est proposé par Émile Grémaux comme challenger de Jake La Motta dans L'Équipe.
Le Français connaît sa première défaite en Amérique face au Cubain Kid Gavilan en novembre 1949 dans une grande soirée de boxe montréalaise. Devant 11 533 spectateurs, Dauthuille affronte l'un des meilleurs boxeurs mi-moyens, la catégorie de poids inférieure, considéré comme le dauphin de Sugar Ray Robinson, pour s'approcher à grande vitesse des cachets des rings du Madison Square Garden. Inquiet de ne pas faire le poids auquel il est contraint par le coin adverse (70,3 kg), le boxeur français exagère les restrictions et arrive au matin du combat sous les 70 kg. De plus, la commission de boxe de Montréal vient de généraliser l'emploi de gants plus lourds, ceuix de huit onces (228 grammes) remplaçant ceux de six (171 grammes). Ces deux facteurs annihilent l'avantage de puissance habituel de Laurent Dauthuille,. Dans un combat violent et acharné contre le talentueux Cubain, le Tarzan de Buzenval s'incline à la décision des juges (cinq reprises à quatre pour deux juges et six reprises à trois pour le dernier),. Consolé par Jack Dempsey et les retours encourageants des médias américains, Dauthuille retourne en France sur une défaite.
Cinq mois après ce revers, en avril 1950, Laurent Dauthuille remonte sur le ring à Pittsburgh dans une soirée qui n'attire que 3 780 personnes,. Vainqueur par KO à l'avant-dernière des dix reprises, le Français sort du ring content de s'être sorti de cet affrontement serré avant la limite bien qu'il soit contraient de repousser son prochain combat en raison d'un pouce droit enflé. Ce n'est donc que quatre semaines plus tard que Dauthuille enchaîne au Forum de Montréal contre l'Américain Steve Belloise dont il triomphe avec la manière. Avec 11 500 personnes, la foule est au rendez-vous pour voir le Français faire preuve de sa puissance dès les premiers instants du combat, envoyant son adversaire au tapis dans les premier et deuxième rounds sur des crochets droits fulgurants.
Ces performances permettent à Laurent Dauthuille de devenir l'un des candidats à la ceinture mondiale de Jake LaMotta. Le clan américain lui préfère l'Italien Tiberio Mitri, justifiant ce choix par sa victoire sur le Français deux ans auparavant avant son départ pour l'Amérique. Dauthuille maintient le cap en écrasant Tuzo Portuguez à deux reprises en juin,, et juillet,, maintenant son prestige et son rang comme prétendant au titre. Le Français obtient finalement sa chance pour le titre mondial à l'automne, une revanche logique après la première confrontation entre Dauthuille et LaMotta en février 1949.

#### Cruelle désillusion au titre mondial
Acceptant toutes les conditions du boxeur américain Jake LaMotta, Laurent Dauthuille signe le contrat pour lui contester son titre de champion du monde des poids moyens le 13 septembre 1950 à l'Olympia Stadium de Détroit. LaMotta détient le titre mondial depuis sa victoire contre le Français Marcel Cerdan, tragiquement décédé avant la revanche. Depuis, l'Américain a perdu contre Dauthuille mais aussi Robert Villemain dans des combats dans lesquels la ceinture de champion du monde n'était pas en jeu. 
La veille du combat le plus important de sa carrière, Tarzan doit lutter contre la balance, on l'oblige à perdre un excédent de poids. Dauthuille se présente sur la bascule avec 300 grammes en excédent, l'obligeant à travailler un quart d'heure pour faire le poids à son deuxième essai. La balance n'est pas le seul obstacle du Français. Les organisateurs américains imposent dans son coin la présence d'Hernie Blaustein auprès de son entraîneur André Barrault. Tout au long du combat, Blaustein n'a de cesse de crier des instructions contradictoires au Français pour le perturber.
Laurent Dauthuille impressionne dès la première reprise par la précision de ses gauches. Touché à l'arcade au troisième round puis à la pommette, le prétendant au titre agresse son adversaire jusqu'à l'épuiser pour tourne sans cesse autour de l'Américain afin de lui placer des séries de coups au visage. Alors qu'il mène assez nettement aux points (72-68, 74-66, 71-69 selon les bulletins des juges), Dauthuille s'égare quelques instants à 13 secondes de la fin au 15e et dernier round et tombe sur l'ultime rafale de coups de poing de Jake LaMotta. Battu par KO pour la première fois de sa carrière, la chute brutale, cruelle et inattendue si près du but fait pleurer le jeune boxeur dans son coin. De nombreux journalistes vivent l'événement et le dramatique dernier round auprès de la famille du boxeur. Au lendemain du combat, ils racontent la détresse et la tristesse des proches du vaincu,. En fin d'année, cet affrontement est élu combat de l'année par Ring Magazine.

#### Fin de carrière douloureuse
Laurent Dauthuille commence l'année 1951 en devenant père de jumeaux, Laurent et Laurence. En février, accueilli froidement par le public français, Laurent Dauthuille signe sa rentrée parisienne par une victoire par KO contre le Franco-Polonais Yannek Walzack,. Ses victoires expéditives contre Claude Ritter puis l'Américain Bobby Dawson le placent comme un prétendant logique au championnat du monde des poids moyens,,,.
S'il mène la bataille contre Robert Villemain sur le ring du stade Buffalo lors du troisième combat entre les deux combattants, le match nul prouve qu'aucun des deux hommes n'est ni le successeur de Marcel Cerdan ni une menace pour Sugar Ray Robinson. 
De retour à Montréal en juillet, le Tarzan de Buzenval domine l'Américain Tony Janiro au stade Delorimier aux points devant 12 000 spectateurs,. En septembre, Laurent Dauthuille tombe dans l'escalier à son domicile. Le mois suivant, le boxeur franco-canadien est battu aux points par Gene Hairston (de), nettement dominé dans la dernière partie du combat après avoir été blessé à l'arcade sourcilière droite dans le septième round, s'accrochant à son adversaire dans les dernières minutes pour ne pas tomber au tapis. En décembre, Dauthuille rebondit en se montrant en forme contre le modeste boxeur canadien Roy Wouters en le battant par arrêt de l'arbitre pour blessure dès le quatrième round,.
L'accumulation des combats durs pèse sur la santé et le physique de Dauthuille en 1952. Son manager André Barrault essaie de le protéger, ce qui créé des frictions entre les deux hommes. Sans le dynamisme qui lui a apporté tant de victoires, il est violemment battu au Forum de Montréal par Johnny Bratton par KO dès le troisième round. En descendant du ring avec une côte cassée, Dauthuille déclare qu'il ne boxera plus. Ne suivant pas son sentiment à chaud, il remonte sur le ring contre Mickey Laurent en novembre. L'issue du combat est brutale pour Laurent Dauthuille, tombé sur une droite à la joue dès la deuxième reprise. Longtemps resté inconscient, Tarzan souffre d'un mal de tête qui l'empêche de dormir,.
En décembre, le conseil de la Fédération française de boxe se réunit pour discuter de son cas et décide de lui retirer sa licence, l'interdisant de remonter sur le ring pour sa propre sécurité,. Devenu chômeur à la suite de cette décision, Laurent Dauthuille se reconvertit dans le catch.

### Activités après la boxe
Il a été par la suite bon catcheur, où il a retrouvé sur le ring les boxeurs Jean Wanés (sa bête noire) et Robert Charron ; il combattait souvent l'été au pont de la Dhuys chez Raymond Chauveau à Dampmart.
Laurent Dauthuille a également joué au cinéma dans Les pépées font la loi en 1955 et Les Clandestines en 1954.
Il enchaîne différents métiers : attaché commercial, employé dans une station-service, chauffeur des messageries de presse puis balayeur de rue à Rueil. Sa déchéance est douloureuse, il demande à Roland Passevant s'il peut l'aider à devenir journaliste. Il doit retourner vivre chez sa mère. 
Dans son ouvrage Dernier coup de poing, Gérard Gartner juge son après-carrière de la manière suivante : « Dauthuille est devenu un homme marqué, diminué physiquement et intellectuellement. Trompé, volé et pour finir, tout comme Ray Famechon, abandonné dans son naufrage par son manager et ses proches ». Il s'appuie sur l'anecdote de son passage dans un studio de télévision en avril 1968, en sanglots, lors duquel Dauthuille  raconte qu'il a été drogué entre la 14e et la 15e de son championnat du monde contre Jake LaMotta : « Pendant le repos, mon manager m'a fait boire une drôle de tisane. Je n'ai pas compris sur le moment, ensuite je me suis senti tout drôle et vingt secondes avant la fin du combat, La Motta m'avait envoyé au tapis. J'étais très lucide malgré tout. Je me suis immédiatement relevé mais déjà l'arbitre m'avait compté out et sous la douche, j'ai uriné du sang ». Il évoque également l'alcool comme « un refuge contre la perte de l'admiration et l'incapacité d'inspirer de l'amour ».
En 1970, Jean-Marie Rivière permet à Laurent Dauthuille de monter sur les planches pour faire revivre sur la scène de « L'Alcazar » les trois derniers rounds de son célèbre combat de championnat du monde contre Jake LaMotta. L'ancien boxeur retrouve un peu de sa popularité d'antan et gagne 300 F par représentation.
Dégouté et malheureux de vivre dans l'oubli et la misère, Laurent Dauthuille met fin à ses jours le 10 juillet 1971, à l'âge de 47 ans,.
Il est inhumé au cimetière des Bulvis de Suresnes, situé à Rueil-Malmaison.

## Palmarès et distinctions
| 62 combats      | 45 victoires | 13 défaites |
| Avant la limite | 24           | 3           |
| Sur décision    | 21           | 10          |
| Match nul       | 4            | 4           |

| Décision possible : KO • TKO (KO technique) • UD (décision aux points unanime) • MD (décision aux points majoritaire) • SD (décision aux points partagée) • D (match nul) • NC (sans décision) • RTD (abandon) |         |                   |      |         |                   |                                          |                                                                                                |
| Résultat | Record  | Adversaire        | Type | Round   | Date              | Lieu                                     | Notes                                                                                          |
| Défaite | 45-13-4 | Mickey Laurent    | TKO  | 2 (10)  | 17 novembre 1952  | Palais des Sports, Paris                 | [ 79 ]                                                                                         |
| Défaite | 45-12-4 | Johnny Bratton    | TKO  | 3 (10)  | 28 juillet 1952   | Forum de Montréal, Montréal              | [ 76 ]                                                                                         |
| Défaite | 45-11-4 | Charles Humez     | PTS  | 10      | 21 avril 1952     | Palais des Sports, Paris                 | [ 91 ]                                                                                         |
| Victoire | 45-10-4 | Norman Hayes      | PTS  | 10      | 17 mars 1952      | Palais des Sports, Paris                 | [ 92 ]                                                                                         |
| Victoire | 44-10-4 | Jean Wanes        | RTD  | 4 (10)  | 3 mars 1952       | Stade Hélitas, Caen                      |                                                                                                |
| Victoire | 43-10-4 | Roy Wouters       | TKO  | 4 (10)  | 3 décembre 1951   | Forum de Montréal, Montréal              | ,                                                                                              |
| Défaite | 42-10-4 | Gene Hairston     | UD   | 10      | 5 novembre 1951   | Forum de Montréal, Montréal              | [ 73 ]                                                                                         |
| Victoire | 42-9-4  | Gene Hairston     | MD   | 10      | 22 août 1951      | Stade Delorimier, Montréal               |                                                                                                |
| Victoire | 41-9-4  | Tony Janiro       | UD   | 10      | 9 juillet 1951    | Stade Delorimier, Montréal               | ,                                                                                              |
| Match nul | 40-9-4  | Robert Villemain  | D    | 10      | 9 juin 1951       | Stade Buffalo, Montrouge                 |                                                                                                |
| Victoire | 40-9-3  | Bobby Dawson      | KO   | 1 (10)  | 30 avril 1951     | Palais des Sports, Paris                 | ,                                                                                              |
| Victoire | 39-9-3  | Claude Ritter     | KO   | 2 (10)  | 5 avril 1951      | Palais des Sports, Paris                 | ,                                                                                              |
| Victoire | 38-9-3  | Jean Walzack      | TKO  | 8 (10)  | 12 février 1951   | Palais des Sports, Paris                 | [ 63 ]                                                                                         |
| Victoire | 37-9-3  | Otis Graham       | UD   | 10      | 5 décembre 1950   | Forum de Montréal, Montréal              |                                                                                                |
| Victoire | 36-9-3  | Paddy Young       | UD   | 10      | 10 novembre 1950  | Madison Square Garden, New York          |                                                                                                |
| Défaite | 35-9-3  | Jake LaMotta      | KO   | 15 (15) | 13 septembre 1950 | Olympia Stadium, Détroit                 | Titre de champion du monde des poids moyens en jeu. Combat de l'année 1950 pour Ring Magazine. |
| Victoire | 35-8-3  | Tuzo Portuguez    | KO   | 3 (10)  | 19 juillet 1950   | Stade Delorimier, Montréal               | ,                                                                                              |
| Victoire | 34-8-3  | Tuzo Portuguez    | TKO  | 6 (10)  | 20 juin 1950      | Forum de Montréal, Montréal              | ,                                                                                              |
| Victoire | 33-8-3  | Steve Belloise    | TKO  | 7 (10)  | 1er mai 1950      | Forum de Montréal, Montréal              | [ 45 ]                                                                                         |
| Victoire | 32-8-3  | Charley Zivic     | KO   | 9 (10)  | 3 avril 1950      | Pittsburgh                               | ,                                                                                              |
| Défaite | 31-8-3  | Kid Gavilan       | UD   | 10      | 21 novembre 1949  | Forum de Montréal, Montréal              | [ 40 ]                                                                                         |
| Victoire | 31-7-3  | Sonny Horne       | UD   | 10      | 4 octobre 1949    | Forum de Montréal, Montréal              | ,                                                                                              |
| Victoire | 30-7-3  | Johnny Greco      | KO   | 5 (10)  | 3 août 1949       | Stade Delorimier, Montréal               | [ 35 ]                                                                                         |
| Victoire | 29-7-3  | Jake LaMotta      | UD   | 10      | 21 février 1949   | Forum de Montréal, Montréal              | ,                                                                                              |
| Victoire | 28-7-3  | Ralph Zannelli    | UD   | 10      | 17 janvier 1949   | Forum de Montréal, Montréal              | [ 28 ]                                                                                         |
| Victoire | 27-7-3  | Ernie Forte       | KO   | 8 (10)  | 3 janvier 1949    | Holyoke                                  | ,                                                                                              |
| Victoire | 26-7-3  | Pete Zaduc        | PTS  | 10      | 6 décembre 1948   | Forum de Montréal, Montréal              | [ 24 ]                                                                                         |
| Défaite | 25-7-3  | Tiberio Mitri     | PTS  | 10      | 22 octobre 1948   | Palais des Sports, Paris                 | [ 21 ]                                                                                         |
| Match nul | 25-6-3  | Jean Stock        | D    | 10      | 11 septembre 1948 | Palais des Expositions, Genève           | [ 19 ]                                                                                         |
| Victoire | 25-6-2  | Mark Hart         | PTS  | 8       | 26 juillet 1948   | White City Stadium, Londres              | [ 94 ]                                                                                         |
| Défaite | 24-6-2  | Robert Villemain  | PTS  | 10      | 14 mai 1948       | Palais des Sports, Paris                 | [ 15 ]                                                                                         |
| Victoire | 24-5-2  | Robert Charron    | PTS  | 10      | 12 avril 1948     | Palais des Sports, Paris                 | [ 14 ]                                                                                         |
| Défaite | 23-5-2  | Cyrille Delannoit | PTS  | 10      | 28 février 1948   | Palais des Sports, Bruxelles             | ,                                                                                              |
| Défaite | 23-4-2  | Cyrille Delannoit | PTS  | 10      | 24 janvier 1948   | Palais des Sports, Bruxelles             | [ 10 ]                                                                                         |
| Défaite | 23-3-2  | Robert Villemain  | PTS  | 10      | 27 octobre 1947   | Palais des Sports, Paris                 |                                                                                                |
| Match nul | 23-2-2  | Giovanni Manca    | D    | 10      | 22 juin 1947      | Arènes du Rond-point du Prado, Marseille |                                                                                                |
| Victoire | 23-2-1  | Gustave Degouve   | PTS  | 10      | 15 juin 1947      | Stade Roland-Garros, Paris               |                                                                                                |
| Victoire | 22-2-1  | Widmer Milandri   | KO   | 2 (10)  | 4 mai 1947        | Stade de la Croix-de-Berny, Paris        | [ 95 ]                                                                                         |
| Défaite | 21-2-1  | Gustave Degouve   | PTS  | 10      | 1er février 1947  | Palais des Sports, Paris                 |                                                                                                |
| Victoire | 21-1-1  | Robert Charron    | PTS  | 10      | 28 octobre 1946   | Vélodrome d'Hiver, Paris                 |                                                                                                |
| Match nul | 20-1-1  | Luc van Dam       | D    | 10      | 7 août 1946       | Amsterdam                                | [ 96 ]                                                                                         |
| Victoire | 20-1    | Assane Diouf      | PTS  | 10      | 13 juillet 1946   | Béziers                                  | [ 97 ]                                                                                         |
| Victoire | 19-1    | Jean Pankowiak    | PTS  | 10      | 25 mai 1946       | Parc des Princes, Paris                  |                                                                                                |
| Victoire | 18-1    | Antoine Toniolo   | TKO  | 1 (10)  | 21 avril 1946     | Arènes du Rond-Point du Prado, Marseille | [ 98 ]                                                                                         |
| Victoire | 17-1    | Luc van Dam       | KO   | 3 (10)  | 9 avril 1946      | Vélodrome d'Hiver, Paris                 | [ 99 ]                                                                                         |
| Victoire | 16-1    | Robert Charron    | PTS  | 10      | 22 février 1946   | Palais des Sports, Paris                 | [ 7 ]                                                                                          |
| Victoire | 15-1    | Jean Despeaux     | TKO  | 2 (10)  | 18 janvier 1946   | Vélodrome d'Hiver, Paris                 |                                                                                                |
| Victoire | 14-1    | Joe Brun          | PTS  | 10      | 9 décembre 1945   | Palais des Glaces, Paris                 | [ 100 ]                                                                                        |
| Victoire | 13-1    | Assane Diouf      | TKO  | 8 (10)  | 4 novembre 1945   | Palais des Glaces, Paris                 | [ 101 ]                                                                                        |
| Victoire | 12-1    | Victor Janas      | TKO  | 8 (10)  | 7 octobre 1945    | Cirque d'Hiver, Paris                    | [ 102 ]                                                                                        |
| Victoire | 11-1    | Eugene Leclerc    | PTS  | 10      | 16 septembre 1945 | Cirque d'Hiver, Paris                    |                                                                                                |
| Victoire | 10-1    | Eugene Marchand   | KO   | 9 (10)  | 13 mai 1945       | Élysée Montmartre, Paris                 |                                                                                                |
| Victoire | 9-1     | Jacques Beneto    | KO   | 4 (10)  | 22 avril 1945     | Élysée Montmartre, Paris                 | [ 103 ]                                                                                        |
| Victoire | 8-1     | Eugene Leclerc    | PTS  | 10      | 18 mars 1945      | Élysée Montmartre, Paris                 |                                                                                                |
| Défaite | 7-1     | Antoine Toniolo   | PTS  | 10      | 4 février 1945    | Élysée Montmartre, Paris                 |                                                                                                |
| Victoire | 7-0     | Jean Dobiasch     | PTS  | 10      | 7 janvier 1945    | Élysée Montmartre, Paris                 |                                                                                                |
| Victoire | 6-0     | Leon Thiebault    | TKO  | 6 (10)  | 21 décembre 1944  | Nanterre                                 |                                                                                                |
| Victoire | 5-0     | Gerard Corsin     | TKO  | 5 (10)  | 8 décembre 1944   | Cirque d'Hiver, Paris                    |                                                                                                |
| Victoire | 4-0     | Lucien Tassart    | PTS  | 10      | 12 novembre 1944  | Élysée Montmartre, Paris                 | [ 104 ]                                                                                        |
| Victoire | 3-0     | Marcel Garcia     | TKO  | 5 (10)  | 15 octobre 1944   | Cirque d'Hiver, Paris                    |                                                                                                |
| Victoire | 2-0     | William Mezergues | KO   | 6 (6)   | 24 septembre 1944 | Élysée Montmartre, Paris                 |                                                                                                |
| Victoire | 1-0     | Leon Thiebault    | TKO  | 2 (6)   | 17 septembre 1944 | Élysée Montmartre, Paris                 |                                                                                                |

## Personnalité et style
Laurent Dauthuille est l'un des boxeurs les plus puissants de sa catégorie de poids. Pour Steve Belloise, il frappe aussi fort que Sugar Ray Robinson. Sculptural, il a une musculature saillante comme peu de poids moyens de sa génération. Si avant de partir au Canada, sa boxe n'est pas complète et il se montre incapable de conclure des combats à sa portée, son séjour en Amérique du Nord en fait un boxeur mature dont le crochet du droit est redoutable.
Dauthuille n'attire pas les foules en France, une conséquence pour le journaliste Jean-Jacques Arnaud de la politique des organisateurs qui s'évertuent après la Libération à monter de grandes réunions sur le seul nom de Marcel Cerdan.